# Transformation (anthropologie structurale)
Pour les articles homonymes, voir Transformation.
La transformation, dans les travaux d'analyse structurale des sociétés humaines de l'anthropologue Claude Lévi-Strauss, désigne le passage d'un phénomène collectif (un fait social à un endroit et moment donnés) à un autre, étudiés en tant que systèmes, par permutation d'éléments et/ou de relations autour de l’invariant que constitue la structure. Ce concept emprunté aux mathématiques et aux sciences naturelles est l'un des fondements de l'anthropologie structurale. Lévi-Strauss l'a appliqué principalement à l'étude des mythes.

## Genèse
Si Lévi-Strauss s'est inspiré en partie du modèle mathématique et géométrique de transformation, c'est essentiellement à partir des sciences naturelles, et plus précisément des travaux de biomathématiques de D'Arcy Wentworth Thompson, qu'il forge sa propre conception de la transformation :

« Elle me vient d'un ouvrage qui a joué pour moi un rôle décisif et que j'ai lu pendant la guerre aux États-Unis: On Growth and Form, en deux volumes, de D'Arcy Wentworth Thompson, paru pour la première fois en 1917. L'auteur, naturaliste écossais, [...] interprétait comme des transformations les différences visibles entre les espèces ou organes animaux ou végétaux au sein d'un même genre. Ce fut une illumination, d'autant que j'allais vite m'apercevoir que cette façon de voir s'inscrivait dans une longue tradition: derrière Thompson, il y avait la botanique de Goethe, et derrière Goethe, Albert Dürer avec son Traité de la proportion du corps humain. »

## Définition
La transformation en analyse structurale est définie comme une variation structuralement déterminée (non aléatoire) de configuration d'un phénomène collectif donné, qu'il s'agisse d'une langue, d'un récit collectif comme un mythe, de relations de parenté ou encore de rites religieux ou sacrés. Par exemple, les variantes d'un phénomène entre des peuples voisins constituent autant de transformations de ce phénomène, et ces transformations sont structuralement liées (selon une logique propre) aux différences locales entre ces peuples, chacun produisant une variante du phénomène considéré en fonction de sa propre structure sociale. Le concept de transformation est donc consubstantiel à ceux de structure et de système, au cœur de la démarche structurale de Lévi-Strauss:

« N'est structuré que l'arrangement répondant à deux conditions: c'est un système, régi par une cohésion interne; et cette cohésion, inaccessible à l'observation d'un système isolé, se révèle dans l'étude des transformations, grâce auxquelles on retrouve des propriétés similaires dans des systèmes en apparence différents. »

« La notion de transformation est inhérente à l’analyse structurale. Je dirais même que toutes les erreurs, tous les abus commis sur ou avec la notion de structure proviennent du fait que leurs auteurs n’ont pas compris qu’il est impossible de la concevoir séparée de la notion de transformation. La structure ne se réduit pas au système, ensemble constitué d’éléments et de relations qui les unissent. Pour qu’on puisse parler de structure, il faut qu’entre les éléments et les relations de plusieurs ensembles apparaissent des rapports invariants, tels qu’on puisse passer d’un ensemble à un autre au moyen d’une transformation. »

## Applications
Appliquée à l'analyse linguistique (et plus largement, sémiologique), la transformation correspond ainsi à la traduction: « le propre d'un système de signe est d'être transformable, autrement dit, traduisible dans le langage d'un autre système à l'aide de substitutions ».
Mais c'est surtout à l'analyse structurale en mythologie que Lévi-Strauss a appliqué le concept de transformation. La structure du mythe ne peut en effet être découverte qu'en analysant un certain nombre (variable, mais le plus élevé possible) de mythes, pour les comparer et rechercher ces « différences qui se ressemblent », autrement dit les caractères invariants qui définissent la structure. Celle-ci ne peut donc jamais être découverte à travers l'étude d'un seul mythe (ou d'une seule variante d'un même mythe): « un mythe ne doit jamais être interprété seul, mais dans son rapport avec d'autres mythes qui, pris ensemble, constituent un groupe de transformation ». Ce concept, largement détaillé par Lévi-Strauss dans ses nombreux ouvrages et articles sur les mythes, fut particulièrement développé dans le « texte fondateur » de l'analyse structurale des mythes, La Structure des mythes, article de 1955 originellement en anglais (The Structural study of Myth) et repris comme chapitre XI de Anthropologie structurale. 
En reprenant les récits mythiques de peuples voisins, en Amérique du Nord et du Sud, à partir d'une analyse très poussée de ses propres matériaux ethnographiques et d'autres publications, Lévi-Strauss estime qu'il existe un lien entre d'une part les variations (parfois subtiles) entre mythes de peuples différents, et d'autre part les variations des conditions de vie entre ces peuples, qu'il s'agisse de variations internes (culturelles), externes (écologiques, géographiques, climatiques) ou encore de variations temporelles au sein d'un même peuple. 
Autrement dit, les différences entre versions mythiques reflètent celles entre les peuples qui les produisent: elles ne se distribuent pas de manière aléatoire mais selon un ordre, une loi de cohérence interne, la nécessité d'un équilibre, de la même manière que des molécules agrégées dans un environnement particulier s'organisent en un cristal :

« Si l'on nous permet une image risquée, le mythe est un être verbal qui occupe, dans le domaine de la parole, une place comparable à celle que revient au cristal dans le monde de la matière physique [...] : objet intermédiaire ente un agrégat statistique de molécules et la structure moléculaire elle-même. »

Une des illustrations de ce phénomène est que les première et dernière version d'un mythe sont l'une face à l'autre dans des rapports symétriques et inverses, avec de nombreuses versions intermédiaires possibles: ainsi le mythe américain du Ash Boy se présente par rapport au conte européen de Cendrillon comme « symétrique et inverse dans les moindres détails » : le héros est masculin, orphelin (Cendrillon a deux familles avec le remariage de son père), d'aspect repoussant (Cendrillon est ravissante), il aime sans retour (Cendrillon n'est aimée de personne) et finira dépouillé de son apparence hideuse (Cendrillon couverte de vêtements somptueux) par une intervention surnaturelle.
Dans cet article, Lévi-Strauss présente la formule canonique du mythe: Fx (a) : Fy (b) ≈ Fx (b) : Fa-1 (y), équation mathématique qui sera largement commentée et deviendra l'une des illustrations les plus célèbres de l'application à la mythologie du concept de transformation.